# Robin Vanderbemden
Robin Vanderbemden (* 10. Februar 1994) ist ein belgischer Leichtathlet, der vor allem im 200-Meter-Lauf an den Start geht.

## Sportliche Laufbahn
Roin Vanderbemden nahm erstmals im Jahr 2010 an Wettkämpfen im 200-Meter-Sprint teil. Ein Jahr später verbesserte er sich auf 21,89 s und war damit fast zwei Sekunden schneller als noch ein Jahr zuvor. Im Juli nahm er am Europäischen Olympischen Jugendfestival in Trabzon teil, bei denen er den zehnten Platz belegte. 2012 wurde er Belgischer Juniorenmeister über 100 und 200 Meter, sowie über 60 Meter in der Halle. Insgesamt verbesserte er sich über 200 Meter auf 21,11 s. 2013 blieb er bei seinem ersten Wettkampf über 200 Meter direkt unter der 21-Sekunden-Marke. Im Juli nahm er an den U20-Europameisterschaften in Rieti teil. Dort konnte er in das Finale einziehen, lief darin 21,39 s, mit denen er als Achter den letzten Platz belegte. 2014 wurde er Belgischer Hallenmeister im 60-Meter-Sprint.
2015 trat Vanderbemden hauptsächlich über 400 Meter an. Im Juli nahm er über diese Distanz an den U23-Europameisterschaften in Tallinn teil, bei denen er im Halbfinale mit 46,10 s Bestzeit lief. Im Finale kam er nicht an diese Zeit heran und belegte den achten Platz. Kurz darauf belegte den über diese Distanz den sechsten Platz bei den Belgischen Meisterschaften. Im August nahm er mit der 4-mal-400-Meter-Staffel an den Weltmeisterschaften in Peking teil. Zusammen mit seinen Mannschaftskollegen belegte er dabei den fünften Platz. Mit der Staffel trat er im Frühjahr auch bei den Hallenweltmeisterschaften in Portland an, bei denen das Quartett den sechsten Platz belegte. Nachdem er im Juni Belgischer Vizemeister über 400 Meter wurde, nahm er einen Monat später mit der Staffel und im Einzel über die halbe Distanz bei den Europameisterschaften in Amsterdam teil. Im Vorlauf der 200 Meter lieferte er in 21,17 s seine schwächste Saisonleistung ab und schied damit als 16. aus. Für die Staffel trat er anschließend nur im Vorlauf an und war damit am Finaleinzug direkt beteiligt. Im Finallauf, bei dem die belgische Staffel die Goldmedaille gewinnen konnte, musste er dann Kevin Borlée, weichen. 2017 trat Vanderbemden mit der Staffel bei den Halleneuropameisterschaften in Belgrad an, mit der er die Silbermedaille gewinnen konnte. Im Juli erstmals Belgischer Meister über 200 Meter. Zudem lief er mit 45,65 s persönliche Bestzeit über 400 Meter. Im August trat er, erneut mit der Staffel, bei den Weltmeisterschaften in London an. Mit der Zeit von 3:00,04 min im Finale verpassten er und seine Teamkollegen als Vierte eine Medaille nur knapp.
2018 lief Vanderbemden im Juli 20,43 s über 200 Meter, die seitdem als seine Bestzeit zu Buche stehen. Einen Monat später trat er über diese Distanz bei den Europameisterschaften in Berlin an. Dabei zog er in das Halbfinale ein, in dem er mit 20,62 s als Siebter seines Laufs ausschied. Mit der Staffel zeichnete sich ein ähnliches Bild wie zwei Jahre zuvor in Amsterdam ab. Erneut war er als Läufer im Vorlauf am Einzug in das Finale beteiligt, in dem er dann einem Läufer der goldgewinnenden Staffel, zusammen mit einem weiteren Teammitglied, weichen musste. Im Mai 2019 nahm er an den World Relays in Yokohama teil. Die belgische Staffel gewann dabei mit 3:02,70 die Bronzemedaille und erfüllte damit die Qualifikation für die Weltmeisterschaften in Doha. Nachdem Vanderbemden Anfang September Belgischer Meister über 200 Meter wurde, trat er Ende des Monats bei den Weltmeisterschaften in Doha an. Zunächst war er Teil der 4-mal-400-Meter-Mixed-Staffel. Dem Quartett gelang der Einzug in das Finale, in dem, ohne ihn, der sechste Platz erreicht wurde. Mit der Männerstaffel gewann er einige Tage später die Bronzemedaille.
2021 wurde Vanderbemden zum dritten Mal Belgischer Meister im 200-Meter-Lauf. Er qualifizierte sich zum ersten Mal für die Olympischen Spiele. In Tokio erreichte er mit seiner Saisonbestleistung von 20,70 s das Halbfinale, schied darin anschließend allerdings als Vorletzter aus. 2022 trat Vanderbemden bei den Europameisterschaften in München an. Zunächst ging er im 200-Meter-Lauf an den Start. Dort schied er als Fünfter seines Laufes nach den Vorläufen aus. Danach erreichte er mit der belgischen 4-mal-100-Meter-Staffel das Finale, mit der er den fünften Platz belegte. 2023 startete er im August bei den Weltmeisterschaften in Budapest an. Zunächst startete er mit der 4-mal-400-Meter-Mixed-Staffel. Im Vorlauf lief das Quartett belgischen Nationalrekord und belegte im Finale schließlich den fünften Platz.

## Wichtige Wettbewerbe
| Jahr                | Veranstaltung               | Ort                 | Platz               | Disziplin           | Zeit                |
| Startet für Belgien | Startet für Belgien         | Startet für Belgien | Startet für Belgien | Startet für Belgien | Startet für Belgien |
| ------------------- | --------------------------- | ------------------- | ------------------- | ------------------- | ------------------- |
| 2013                | U20-Europameisterschaften   | Rieti               | 8.                  | 200 m               | 21,39 s             |
| 2015                | U23-Europameisterschaften   | Tallinn             | 8.                  | 400 m               | 47,20 s             |
| 2015                | Weltmeisterschaften         | Peking              | 5.                  | 4 × 400 m           | 3:00,24 min         |
| 2016                | Hallenweltmeisterschaften   | Portland            | 6.                  | 4 × 400 m           | 3:09,71 min         |
| 2016                | Europameisterschaften       | Amsterdam           | 16.                 | 200 m               | 21,17 s             |
| 2017                | Halleneuropameisterschaften | Belgrad             | 2.                  | 4 × 400 m           | 3:07,80 min         |
| 2017                | Weltmeisterschaften         | London              | 4.                  | 4 × 400 m           | 3:00,04 min         |
| 2018                | Europameisterschaften       | Berlin              | 14.                 | 200 m               | 20,62 s             |
| 2019                | World Relays                | Yokohama            | 3.                  | 4 × 400 m           | 3:02,70 min         |
| 2019                | Weltmeisterschaften         | Doha                | 3.                  | 4 × 400 m           | 2:58,78 min         |
| 2021                | World Athletics Relays      | Chorzów             | 8.                  | 4 × 400 m           | 3:10,74 min         |
| 2021                | Olympische Spiele           | Tokio               | 23.                 | 200 m               | 21,00 s             |
| 2022                | Europameisterschaften       | München             | 15.                 | 200 m               | 20,90 s             |
| 2022                | Europameisterschaften       | München             | 5.                  | 4 × 100 m           | 39,01 s             |
| 2023                | Weltmeisterschaften         | Budapest            | 5.                  | 4 × 400 m Mixed     | 3:13,83 min         |

## Persönliche Bestleistungen
Freiluft
- 200 m: 20,43 s, 28. Juli 2018, Ninove
- 400 m: 45,51 s, 8. September 2023, Brüssel

Halle
- 200 m: 21,44 s, 6. Februar 2021, Metz
- 400 m: 48,12 s, 2. Februar 2019, Kirchberg

## Sonstiges
2017 nahm Vanderbemden ein Bachelor-Studium der Bewegungswissenschaften an der Medizinischen Fakultät der Universität Lüttich auf.